# П'єве-Фошіана
П'єве-Фошіана (італ. Pieve Fosciana) — муніципалітет в Італії, у регіоні Тоскана,  провінція Лукка.
П'єве-Фошіана розташовані на відстані близько 310 км на північний захід від Рима, 80 км на північний захід від Флоренції, 33 км на північ від Лукки.
Населення — 2412 осіб (2014).

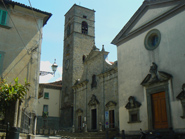

Щорічний фестиваль відбувається 24 червня. Покровитель — святий Іван Хреститель.

## Демографія
Населення за роками:

Станом на 1 січня 2023 року в муніципалітеті офіційно проживало 108 іноземців з 17 країн, серед них 56 громадян країн Євросоюзу та 4 громадяни України.

## Сусідні муніципалітети
- Кампорджано
- Кастельнуово-ді-Гарфаньяна
- Кастільйоне-ді-Гарфаньяна
- Фошіандора
- П'євепелаго
- Сан-Романо-ін-Гарфаньяна
- Вілла-Коллемандіна